# Madama di Tebe
Madama di Tebe è un’operetta di Carlo Lombardo, su musiche proprie e di altri autori, rappresentata per la prima volta il 7 marzo 1918 a Milano.

## Trama
Parigi, 1918. Il proprietario di un cabaret di Montmartre, ritrovo prediletto di apaches e gigolettes, organizza nel suo locale una finta rissa a beneficio dei turisti stranieri, tra cui ci sono il milionario americano Mr. Blackson, sua moglie Clara, la suocera Madame Picon e il segretario Angelo Michele. Giungono nel locale anche un affascinante e autentico gigolò, Babà, da cui Clara è subito attratta, e la bella indovina Miche, alias "Madama di Tebe", che Mr. Blackson assume perché gli dia qualche consiglio sulla gestione dei grandi magazzini di moda da lui posseduti a Parigi. Miche gli rivela però che la sua vita è legata a quella di Babà e quando Babà morirà anche lui dovrà morire.
Per poterlo tenere sotto controllo, Mr. Blackton assume anche Babà, facendo felice Clara e anche Miche, che è attratta sia da Babà che da Angelo Michele. Quando Babà proclama di volersi suicidare, Mr. Blackton ripensa alla predizione della chiromante e si preoccupa per la propria sorte. Dovrebbe invece preoccuparsi della propria moglie, a cui Babà sembra pensare molto più che al suicidio. Alla fine, però, Babà si stanca di quella vita comoda e noiosa, lascia Clara e torna con Miche nel mondo della mala, così anche Mr. Blackton potrà sentirsi liberato dall’incubo della profezia. Ma le due donne, Clara e Miche, restano entrambe amareggiate: la prima per aver perso Babà, la seconda perché ha capito che in realtà Babà era davvero innamorato di Clara.

## Genesi, libretto e musica
Era abitudine di Carlo Lombardo – impresario, librettista e compositore – utilizzare per le proprie operette brani musicali di varia provenienza da affiancare a quelli scritti da lui. Così fece anche per quello che sarà uno dei suoi più grandi successi, Madama di Tebe, andata in scena il 7 marzo 1918 al Teatro Fossati di Milano (dove tre anni prima aveva trionfato un’altra operetta anch’essa adattata da Lombardo da un originale straniero, La duchessa del Bal Tabarin). Anche se il libretto e lo spartito originali non ne fanno cenno (a quel tempo non c’era una grande attenzione ai diritti d’autore), la musica di Madama di Tebe è arrangiata in buona parte da quella di un’operetta del 1913 in lingua francese del musicista polacco Joseph Szulc, Flup!, andata in scena per la prima volta a Bruxelles nel 1913 (ma a Parigi, con grande successo, soltanto nel 1920, dunque due anni dopo Madama di Tebe).
Tuttavia una sola fonte non bastava. Lombardo utilizzò anche, per Madama di Tebe (che dunque è una sorta di pastiche), un’aria da Il Mikado di Arthur Sullivan, una da Der lila Domino di Charles Cuvillier e frammenti vari di Offenbach e Lehár. Mentre uno dei brani più famosi, il Tango dei mannequins («Ay! ba... / ay! ba... / ay! ballalo con me quel tango») è l’adattamento di un brano spagnolo («Ay! Ba... / Ay! Ba... / Ay! Babilonio que marea») della più famosa zarzuela di Vicente Lleó, La corte de Faraón (1910), ambientata nell’antico Egitto. Non ha però niente a che vedere con l’antico Egitto, né con l’antica Grecia, Madama di Tebe, ambientata nella Parigi degli apaches, delle gigolettes e dei grandi magazzini Printemps. L’indovina protagonista allude semmai a Madame de Thabuis, pseudonimo di una giornalista francese che predicava sventure e catastrofi per i francesi nella prima guerra mondiale (ancora in corso quando l’operetta andò in scena).
Benché la pratica di utilizzare opere altrui senza nemmeno citare le fonti sia chiaramente scorretta, va riconosciuto che Lombardo sapeva trarre il meglio dalle operette a cui attingeva e spesso i suoi arrangiamenti non dichiarati risultano migliori degli originali e più a lungo degli originali sono sopravvissuti. Madama di Tebe ha comunque, nonostante i materiali musicali di provenienze diversissime, una sua omogeneità musicale e un’atmosfera comico-sentimentale suggestiva e insolita. Vi si alternano brani lirici particolarmente ispirati, perlopiù a tempo di valzer («Piccol mondo», «Resta o notte senza luna», «Ci doni l’ora fuggente»), e i brani brillanti, su ritmi più moderni, tipici delle operette di Lombardo: oltre al citato tango, quasi un unicum nella storia dell’operetta italiana, i duetti «Occhio di ciel» e, soprattutto, «Spesso a cori e picche» («Spesso a cori e picche / ansiose bocche / chiedono la verità... / Prìncipi e plebe / vengono qua, / Madam di Tebe le carte fa»). La popolarità di questo duetto comico sopravvisse a quella di Madama di Tebe (rimasta saltuariamente in repertorio, ma in misura minore rispetto ad altre operette di Lombardo come Cin Ci La e Il paese dei campanelli): verrà inciso ancora nel 1976 – in piena epoca di cantautori e canzoni impegnate – da Nilla Pizzi, sia pure in una poco filologica versione da canzonetta anni Cinquanta, nell’LP Le più belle romanze d’operetta.

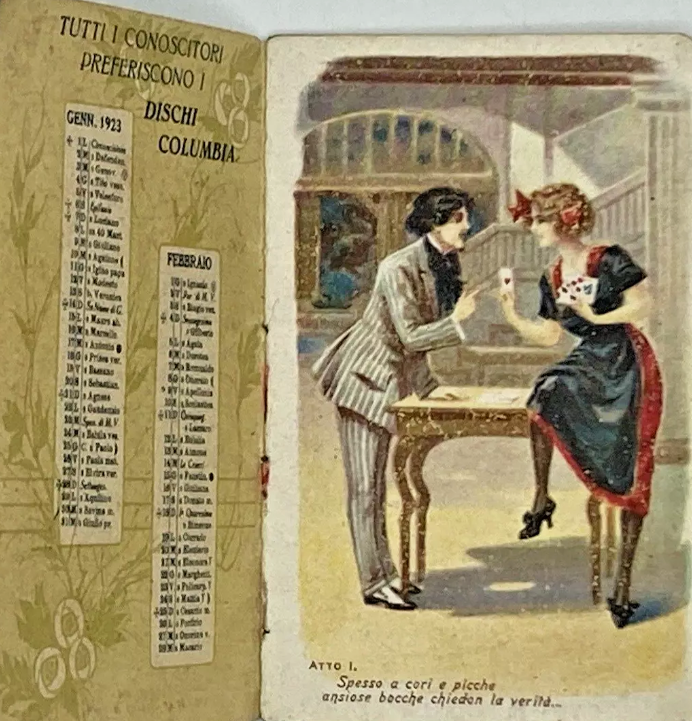
Il duetto "Spesso a cori e picche" illustrato nel calendarietto allegato al disco Columbia del 1922.

## Brani musicali
- Aria di Montmartre [Clara] («Piccol mondo, quanta pazza gioventù»)
- Entrata di apaches e gigolettes
- Entrata di Miche con coro («Resta, o notte, senza luna»)
- Duetto “La dama e l’apache” [Clara-Babà] («Ci doni l’ora fuggente un attimo ancor»)
- Duetto buffo [Miche-Angelo Michele] («Spesso a cori e picche»)
- Finale I («Il denar fa sempre onor»)
- Canzone di Clara con coro («Qual trionfo di color»)
- Duetto Clara-Babà («Le mie labbra che chiedono baci»)
- Coro Entrata di Miche («Chic! Chic! Trés chic!»)
- Duetto delle carte [Miche-Angelo Michele] («Occhio di ciel, core di gel»)

- Musica di scena e duettino Clara-Babà
- Tango dei mannequins [Miche-Angelo Michele-Mannequin] («Ay! ba... / ay! ba... / ay! ballalo con me quel tango»)

- Finale II («La novità farà stupor»)
- Intermezzo
- Duettino del matrimonio [Miche-AngeloMichele] («Vuoi far ben? Spòsati, credi a me»)
- Finale III («Torna a Montmartre Babà»)